# Bradysia dolichoflagella
Bradysia dolichoflagella är en tvåvingeart som beskrevs av Yang och Zhang 1995. Bradysia dolichoflagella ingår i släktet Bradysia och familjen sorgmyggor. Inga underarter finns listade i Catalogue of Life.